# 元敬先
元敬先（？—529年），河南郡洛阳县（今河南省洛阳市东）人，魏道武帝拓跋珪后裔，使持节、散骑常侍、都督定州诸军事、平北将军、定州刺史、淮南康王元遵之子，北魏宗室、官员。

## 生平
元敬先在父亲死后承袭为淮南王，历任谏议大夫、散骑常侍、兼领主衣都统。永安二年（529年），元颢攻入洛阳，魏孝庄帝元子攸北渡黄河，元敬先和叔叔元均等人都在河梁起兵支援魏孝庄帝，没能胜利，元敬先被元颢杀害，朝廷追赠侍中、车骑大将军、太尉公、定州刺史。

## 家庭

### 儿子
- 元宣洪，东魏谏议大夫、光禄少卿、淮南王